# Gabriola minor
Gabriola minor är en fjärilsart som beskrevs av Frederick H. Rindge 1974. Gabriola minor ingår i släktet Gabriola och familjen mätare. Inga underarter finns listade i Catalogue of Life.